# توکانه
توکانه (به فرانسوی: Touggana) یک شهرک در مراکش است که در مراکش آسفی واقع شده‌است.